# Expérience de Wu
 (mars 2024).
La mise en forme du texte ne suit pas les recommandations de Wikipédia : il faut le « wikifier ».
Les points d'amélioration suivants sont les cas les plus fréquents. Le détail des points à revoir est peut-être précisé sur la page de discussion.
- Les titres sont pré-formatés par le logiciel. Ils ne sont ni en capitales, ni en gras.
- Le texte ne doit pas être écrit en capitales (les noms de famille non plus), ni en gras, ni en italique, ni en « petit »…
- Le gras n'est utilisé que pour surligner le titre de l'article dans l'introduction, une seule fois.
- L'italique est rarement utilisé : mots en langue étrangère, titres d'œuvres, noms de bateaux, etc.
- Les citations ne sont pas en italique mais en corps de texte normal. Elles sont entourées par des guillemets français : « et ».
- Les listes à puces sont à éviter, des paragraphes rédigés étant largement préférés. Les tableaux sont à réserver à la présentation de données structurées (résultats, etc.).
- Les appels de note de bas de page (petits chiffres en exposant, introduits par l'outil «  Source ») sont à placer entre la fin de phrase et le point final[comme ça].
- Les liens internes (vers d'autres articles de Wikipédia) sont à choisir avec parcimonie. Créez des liens vers des articles approfondissant le sujet. Les termes génériques sans rapport avec le sujet sont à éviter, ainsi que les répétitions de liens vers un même terme.
- Les liens externes sont à placer uniquement dans une section « Liens externes », à la fin de l'article. Ces liens sont à choisir avec parcimonie suivant les règles définies. Si un lien sert de source à l'article, son insertion dans le texte est à faire par les notes de bas de page.
- La présentation des références doit suivre les conventions bibliographiques. Il est recommandé d'utiliser les modèles {{Ouvrage}}, {{Chapitre}}, {{Article}}, {{Lien web}} et/ou {{Bibliographie}}. Le mode d'édition visuel peut mettre en forme automatiquement les références.
- Insérer une infobox (cadre d'informations à droite) n'est pas obligatoire pour parachever la mise en page.

Pour une aide détaillée, merci de consulter Aide:Wikification.
Si vous pensez que ces points ont été résolus, vous pouvez retirer ce bandeau et améliorer la mise en forme d'un autre article.

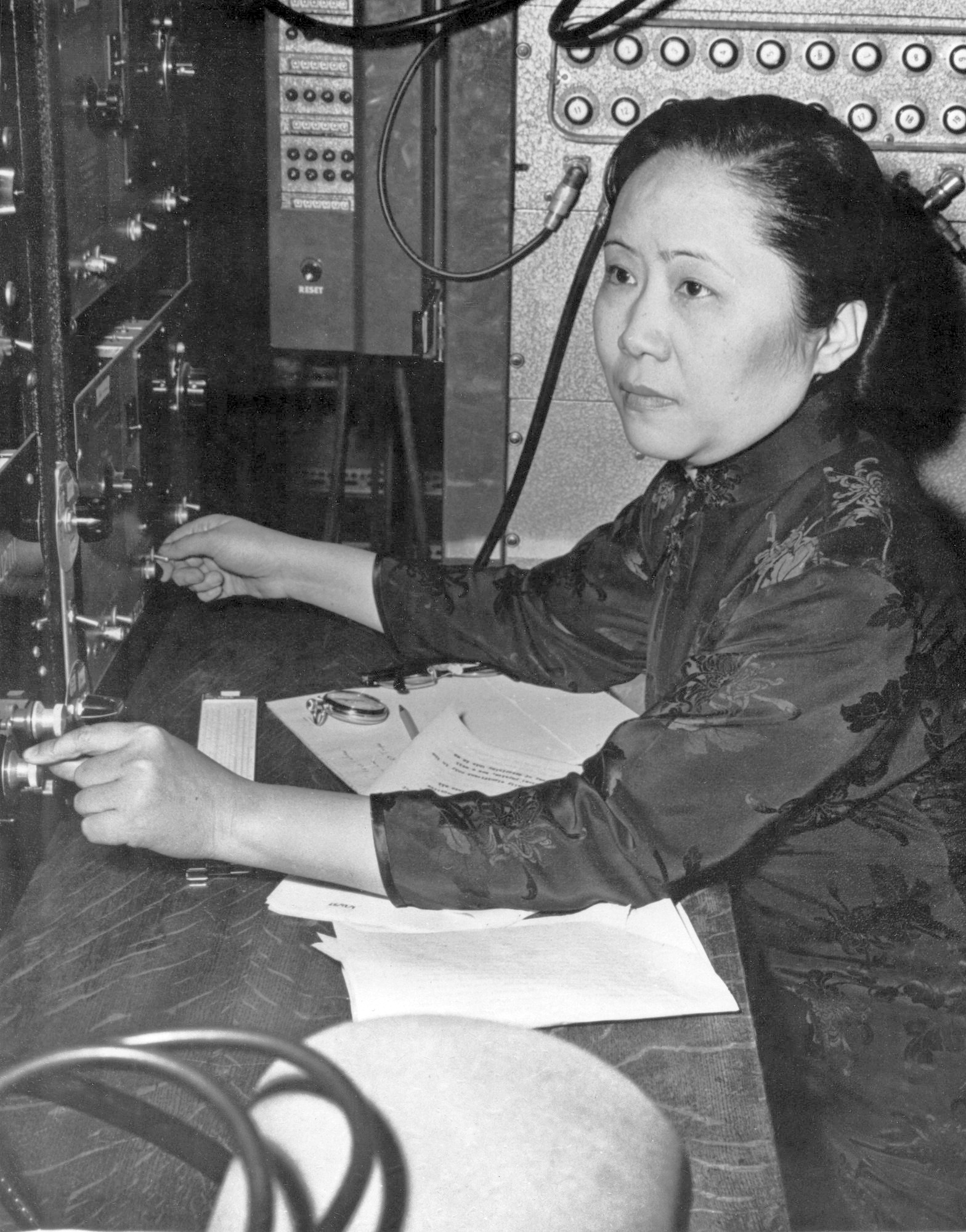
Chien-Shiung Wu, qui a donné son nom à l'expérience Wu, a conçu l'expérience et dirigé l'équipe qui a réalisé le test de conservation de la parité en 1956.

L' expérience Wu était une expérience de physique des particules et de physique nucléaire menée en 1956 par la physicienne sino-américain Chien-Shiung Wu en collaboration avec le Low Temperature Group du National Bureau of Standards des États-Unis.
Le but de l'expérience était de savoir si la conservation de la parité, précédemment établie pour les interactions électromagnétiques et fortes, s'appliquait également aux interactions faibles.
- Si cette conservation est vérifiée, une version miroir du monde (où la gauche est la droite et la droite la gauche) se comporterait comme l’image miroir du monde actuel.
- Si la conservation P était violée, il serait alors possible de faire la distinction entre une version miroir du monde et l’image miroir du monde actuel.

L'expérience a établi que la conservation de la parité était violée (violation P) par l'interaction faible, fournissant ainsi un moyen de différencier la gauche et la droite sans référence au corps humain. Ce résultat n’était pas attendu par la communauté des physiciens, qui considérait la parité comme une symétrie s’appliquant à toutes les forces de la nature.
Les physiciens théoriciens Tsung-Dao Lee et Chen-Ning Yang ont reçu le prix Nobel de physique en 1957, pour cette idée de non-conservation de la parité et la proposition l'expérience. Mais pas Chien-Shiung Wu qui a pourtant réalisé l'expérience. Bien que sa découverte ait été mentionné dans le discours d'acceptation du prix Nobel de Yang et Lee. Il a fallu attendre 1978, pour que Wu soit honorée du premier prix Wolf.

## Historiquement
En 1927, Eugene Wigner formalise le principe de conservation de la parité, avec l'idée que le monde actuel et celui construit comme son image miroir se comporteraient de la même manière, avec la seule différence que la gauche et la droite serait inversé (par exemple, une horloge qui tourne dans le sens des aiguilles d'une montre, tournerait dans le sens inverse des aiguilles d'une montre dans sa version miroir).
Ce principe a été largement accepté par les physiciens et la conservation du P a été vérifiée expérimentalement pour les interactions électromagnétiques et fortes.
Cependant, au milieu des années 1950, les résultats des désintégrations impliquant des kaons ne s'expliquer pas avec la conservation du P. Il semblait y avoir deux types de kaons, l'un qui se désintégrait en deux pions et l'autre qui se désintégrait en trois pions. Ceci était connu sous le nom de puzzle τ–θ.
Les physiciens théoriciens Tsung-Dao Lee et Chen-Ning Yang ont réalisé une revue de la littérature sur la question de la conservation de la parité pour toutes les interactions fondamentales. Ils ont conclu que dans le cas de l'interaction faible, les données expérimentales ne confirmaient ni n'infirmaient la conservation du P. Peu de temps après, ils ont contacté Chien-Shiung Wu, experte en spectroscopie de désintégration bêta, avec des idées d'expériences. Ils ont décidé de tester les propriétés directionnelles de la désintégration β du cobalt 60. Wu réalisa le potentiel d'une expérience révolutionnaire et commença sérieusement à travailler fin mai 1956 (annulant un voyage prévu à Genève et en Extrême-Orient avec son mari) voulant devancer le reste de la communauté physicienne. Bien que la majorité des physiciens, comme son ami proche Wolfgang Pauli, pensaient que c'était impossible et exprimaient même leur scepticisme quant à la proposition de Yang-Lee,.
Wu contacta Henry Boorse et Mark W. Zemansky, pour leur expertise en physique des basses températures, pour réaliser son expérience. À la demande de Boorse et Zemansky, Wu contacta Ernest Ambler, du Bureau national des normes, qui organisa la réalisation de l'expérience en 1956 dans les laboratoires à basse température du NBS. Après plusieurs mois de travail, et des difficultés techniques, l'équipe de Wu a observé une asymétrie indiquant une violation de la parité en décembre 1956.
Rapidement après la réalisation de l'expérience, Lee et Yang, à l'origine de l'expérience Wu, ont reçu le prix Nobel de physique en 1957. Le rôle de Wu dans la découverte a été mentionné dans le discours d'acceptation du prix, mais n'a été honoré qu'en 1978, lorsqu'elle a reçu le premier prix Wolf. Beaucoup ont été indignés, de son ami proche Wolfgang Pauli à Lee et Yang, ainsi que Jack Steinberger (le prix Nobel 1988) qualifiant cela de plus grande erreur de l'histoire du comité Nobel. 
Wu ne s'est pas exprimée publiquement à propos de cette "oublie", mais dans une lettre écrite à Steinberger, elle a déclaré : « Même si je n'ai pas fait de recherche uniquement pour le prix, cela me fait quand même beaucoup de mal que mon travail ait été négligé pour certaines raisons. " 

## Théorie
Si une interaction respecte la symétrie de parité, cela signifie que si la gauche et la droite étaient interverties, l’interaction se comporterait exactement comme avant l’échange.
Autrement dit, si deux mondes sont construits qui ne diffèrent que par parité : le monde « réel » et le monde « miroir », où la gauche et la droite sont inversées. Si une interaction est symétrique en parité, elle produit les mêmes résultats dans les deux « mondes ».
L'objectif de l'expérience de Wu était de vérifier le respect de la parité de l'interaction faible. En regardant si les produits de désintégration du cobalt-60 étaient émis préférentiellement dans une direction ou non. Si une direction est privilégiée, alors la symétrie de parité est violée, car si l'interaction faible conservait la parité, les émissions de désintégration devraient être émises avec la même probabilité dans toutes les directions. Comme l'ont indiqué Wu et al.:

« If an asymmetry in the distribution between θ and 180° − θ (where θ is the angle between the orientation of the parent nuclei and the momentum of the electrons) is observed, it provides unequivocal proof that parity is not conserved in beta decay. »

Car le noyau de cobalt-60 porte un spin et que le spin ne change pas de direction sous parité (car le moment cinétique est un vecteur axial). À l’inverse, la direction dans laquelle les produits de désintégration sont émis est modifiée sous parité car l’impulsion est un vecteur polaire.
En d’autres termes, dans le monde « réel », si la rotation nucléaire du cobalt-60 et les émissions de produits de désintégration allaient toutes deux à peu près dans la même direction, alors dans le monde « miroir », elles seraient à peu près dans des directions opposées, car l’émission la direction aurait été inversée, mais pas la direction de rotation. Il s’agirait d’une nette différence dans le comportement de l’interaction faible entre les deux « mondes », et on ne pourrait donc pas dire que l’interaction faible soit symétrique en parité. La seule manière pour que l'interaction faible puisse être symétrique en parité est s'il n'y avait pas de préférence dans la direction d'émission, car alors un changement de direction dans la direction des émissions dans le monde « miroir » ne serait pas différent du monde « réel » car il y a il y avait de toute façon un nombre égal d’émissions dans les deux sens.

## Expérience

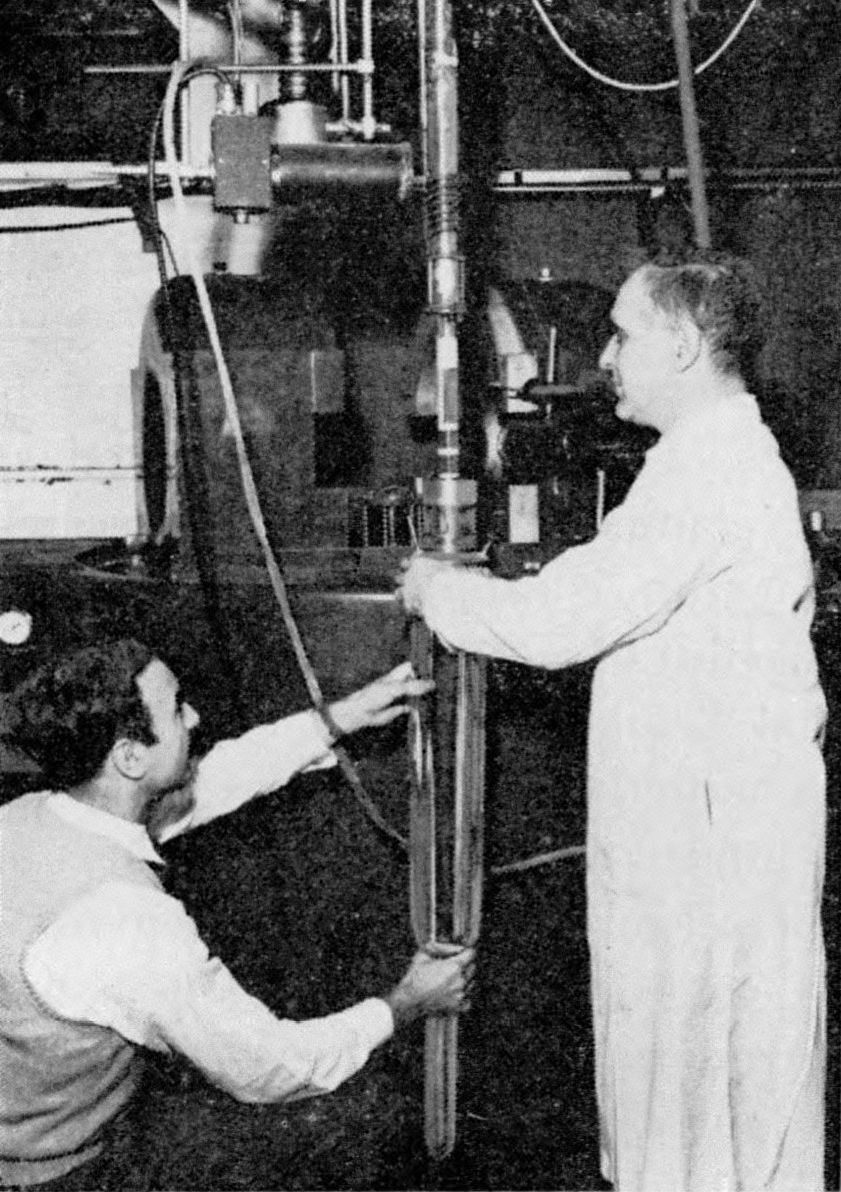
L'expérience Wu réalisée au laboratoire à basse température du Bureau of Standards, à Washington DC, en 1956. La chambre à vide verticale, contenant le cobalt 60, les détecteurs et la bobine de champ, est placée dans un Dewar avant d'être insérée dans le grand électro-aimant en arrière-plan, qui refroidira le radio-isotope près du zéro absolu par démagnétisation adiabatique.

L'expérience a regardé la désintégration des atomes de cobalt 60 {\displaystyle \left(^{60}\mathrm {Co} \right)} alignés par un champ magnétique uniforme (le champ polarisant) et refroidis jusqu'à un niveau proche du zéro absolu afin que les mouvements thermiques ne ruinent pas l'alignement.
Le cobalt-60 est un isotope instable du cobalt qui se désintègre par désintégration bêta en isotope stable nickel-60 {\displaystyle \left(^{60}\mathrm {Ni} \right)}. Au cours de cette désintégration, l'un des neutrons du noyau de cobalt-60 se désintègre en proton en émettant un électron{\displaystyle \left(e^{-}\right)} et un antineutrino électronique {\displaystyle \left({\overline {\nu }}_{e}\right)}. Cependant, le noyau de nickel résultant est dans un état excité et se désintègre rapidement vers son état fondamental en émettant deux rayons gamma {\displaystyle \left(\gamma \right)}. L’équation nucléaire globale de la réaction est donc :
{\displaystyle {}_{27}^{60}{\text{Co}}\rightarrow {}_{28}^{60}{\text{Ni}}+e^{-}+{\bar {\nu }}_{e}+2{\gamma }}
Les rayons gamma sont des photons et leur libération par le noyau de nickel-60 est un processus de l'interaction électromagnétique. Ce qui est notable, car l'électromagnétisme respectaient la conservation de la parité et qu'ils seraient donc distribués à peu près « de manière isotrope » (émis à peu près également dans toutes les directions). Ainsi, la distribution des électrons émis pourrait être comparée à la distribution des rayons gamma émis afin de déterminer si eux aussi étaient émis de manière isotrope. En d’autres termes, la distribution des rayons gamma agissait comme un contrôle de la distribution des électrons émis.
Un autre avantage des rayons gamma était qu'on pouvait savoir le degré d'« anisotropie » de leur distribution (le degré dans auquel ils n'étaient pas distribués parfaitement également dans toutes les directions). Ce qui pouvait être utilisé pour déterminer dans quelle mesure les noyaux de cobalt-60 avaient été alignés (dans quelle mesure leurs spins étaient alignés). Si les noyaux de cobalt-60 n’étaient pas du tout alignés, quelle que soit la manière dont l’émission électronique était réellement distribuée, elle ne serait pas détectée par l’expérience. En effet, on pourrait s'attendre à ce qu'un échantillon de noyaux non alignés soit orienté de manière aléatoire, et donc les émissions d'électrons seraient aléatoires et l'expérience détecterait un nombre égal d'émissions d'électrons dans toutes les directions, même si elles étaient émises par chaque noyau individuel uniquement dans une direction.
Ensuite, l'expérience était de compter le taux d’émission des rayons gamma et des électrons dans deux directions distinctes et comparer leurs valeurs. Ce taux a été mesuré dans le temps et avec le champ polarisant orienté dans des directions opposées.
- Si la parité est conservée  par l'interaction faible, alors les taux de comptage des électrons ne différaient pas de manière significative de ceux des rayons gamma.
- Sinon, si les taux de comptage étaient significativement différents, alors l’interaction faible viole la conservation de la parité.

### Matériels et méthodes

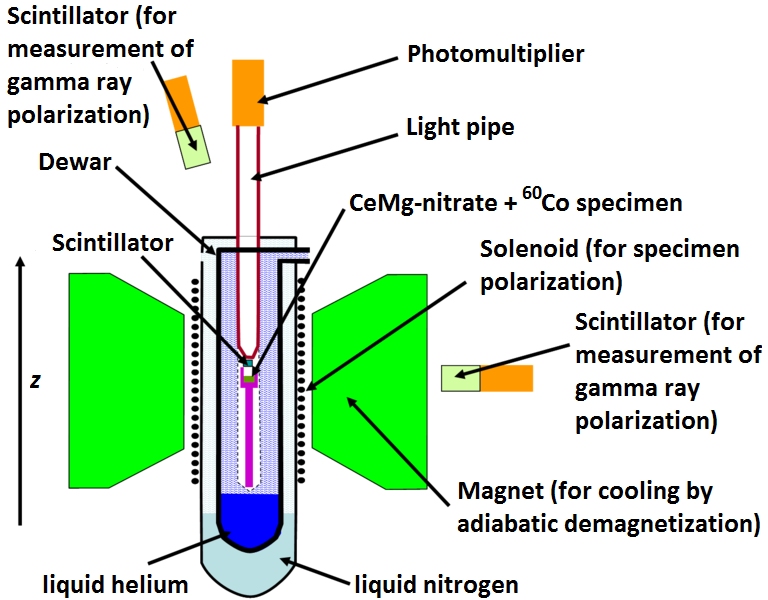
Schéma de l'expérience Wu.

Le défi expérimental de cette expérience était d’obtenir la polarisation la plus élevée possible des noyaux du cobalt-60. En raison du très petit moment magnétique des noyaux par rapport aux électrons, des champs magnétiques puissants étaient nécessaires à des températures extrêmement basses, bien inférieures à celles qui pourraient être obtenues par le seul refroidissement à l'hélium liquide. Les basses températures ont été obtenues grâce à la méthode de démagnétisation adiabatique. Du cobalt radioactif a été déposé sous forme d'une fine couche superficielle sur un cristal de nitrate de cérium-magnésium, un sel paramagnétique doté d'un facteur g de Landé hautement anisotrope.
Le sel a été magnétisé le long de l'axe du facteur g élevé et la température a été réduite à 1,2 K en pompant l'hélium à basse pression. La coupure du champ magnétique horizontal a entraîné une baisse de la température jusqu'à environ 0,003 K. L'aimant horizontal a été ouvert, laissant la place à un solénoïde vertical pour être introduit et allumé pour aligner les noyaux de cobalt vers le haut ou vers le bas. Seule une augmentation négligeable de la température a été provoquée par le champ magnétique du solénoïde, puisque l’orientation du champ magnétique du solénoïde était dans la direction d’un faible facteur g. Cette méthode permettant d'obtenir une polarisation élevée des noyaux du cobalt-60 a été inventée par Gorter et Rose.
La production de rayons gamma a été surveillée à l'aide de compteurs équatoriaux et polaires comme mesure de la polarisation. La polarisation des rayons gamma a été surveillée en continu au cours du quart d'heure suivant à mesure que le cristal se réchauffait et que l'anisotropie disparaissait. De même, les émissions de rayons bêta ont été surveillées en permanence pendant cette période de réchauffement.

### Résultats

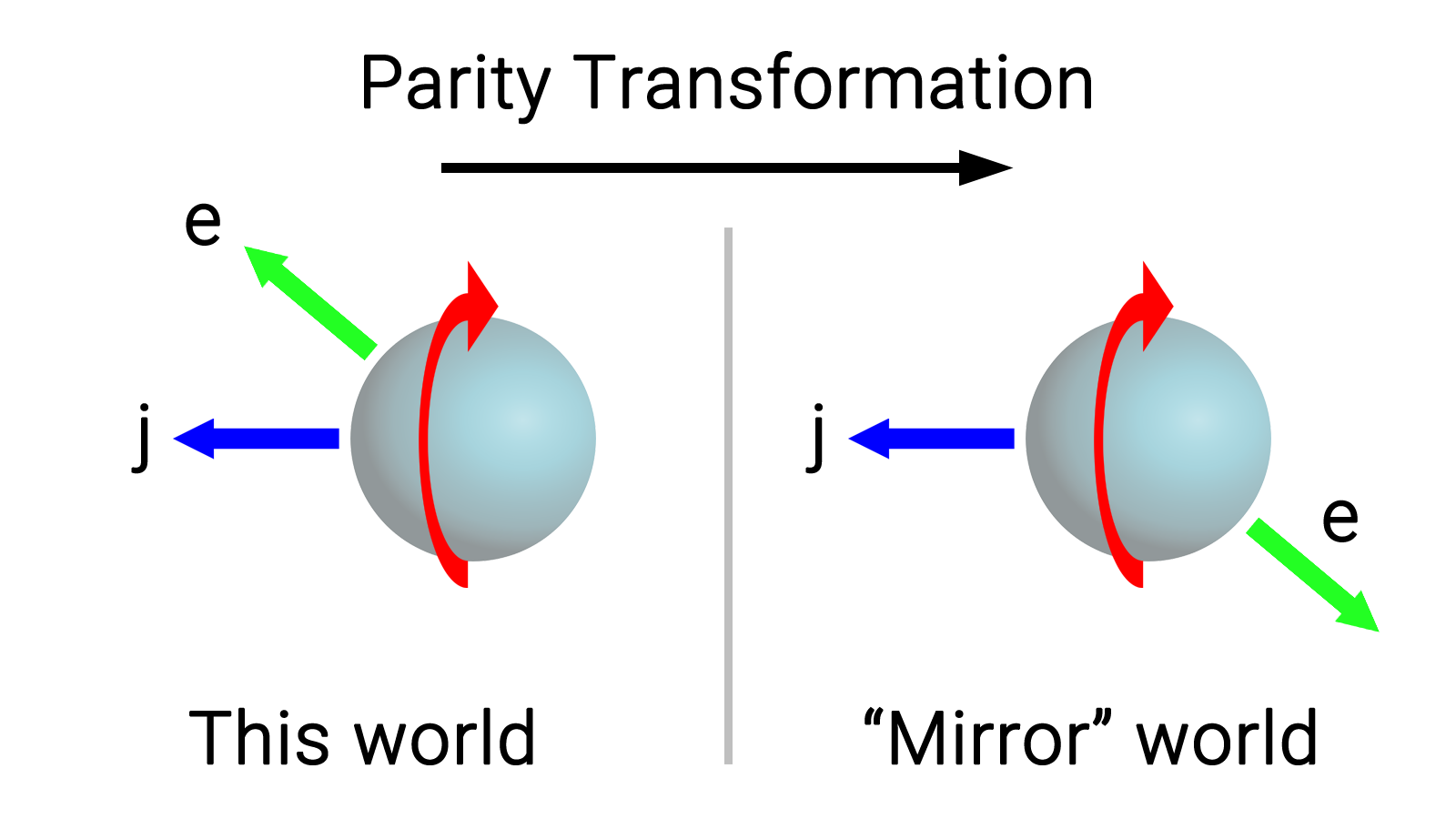
Résultat de l'expérience Wu, dans laquelle un atome de cobalt de vecteur de spin j émet un électron e.

Dans l’expérience réalisée par Wu, l’anisotropie des rayons gamma était d’environ 0,6. Autrement dit, environ 60 % des rayons gamma étaient émis dans une direction, tandis que 40 % étaient émis dans l’autre. Si la parité avait été conservée dans la désintégration bêta, les électrons émis n'auraient eu aucune direction de désintégration préférée par rapport au spin nucléaire, et l'asymétrie dans la direction d'émission aurait été proche de la valeur des rayons gamma. Cependant, Wu a observé que les électrons étaient émis dans une direction préférentiellement opposée à celle des rayons gamma avec une asymétrie significativement supérieure à la valeur d'anisotropie des rayons gamma. Autrement dit, la plupart des électrons favorisaient une direction de désintégration très spécifique, spécifiquement opposée à celle du spin nucléaire. L’asymétrie électronique observée n’a pas non plus changé de signe lorsque le champ polarisant a été inversé, ce qui signifie que l’asymétrie n’était pas causée par une magnétisation rémanente dans les échantillons. Il a été établi plus tard que la violation de la parité était en fait maximale,.
Les résultats ont grandement surpris la communauté des physiciens. Plusieurs chercheurs se sont alors empressés de reproduire les résultats du groupe de Wu,, tandis que d'autres ont réagi avec incrédulité face aux résultats. Wolfgang Pauli, après avoir été informé par Georges M. Temmer, qui travaillait également au NBS, que la conservation de la parité ne pouvait plus être considérée comme vraie dans tous les cas, s'est exclamé : "C'est totalement absurde !" Temmer lui a assuré que le résultat de l'expérience confirmait que c'était le cas, ce à quoi Pauli a répondu sèchement : "Alors il faut répéter !" À la fin de 1957, des recherches plus poussées confirmèrent les résultats originaux du groupe de Wu, et la violation P était fermement établie.

## Mécanisme et conséquences

Le diagramme de Feynman pour la désintégration d' un neutron en un proton, un électron et un antineutrino électronique via un intermédiaire du boson.

Les résultats de l’expérience Wu permettent de définir opérationnellement la notion de gauche et de droite. Ceci est inhérent à la nature de l’interaction faible. Auparavant, si les scientifiques sur Terre communiquaient avec le scientifique d'une planète nouvellement découverte et qu'ils ne s'étaient jamais rencontrés en personne, il n'aurait pas été possible pour chaque groupe de déterminer sans ambiguïté la gauche et la droite de l'autre groupe. Avec l’expérience Wu, il est possible de communiquer à l’autre groupe ce que signifient exactement et sans ambiguïté les mots gauche et droite. L’expérience Wu a enfin résolu le problème d’Ozma qui consiste à donner scientifiquement une définition sans ambiguïté de la gauche et de la droite.
Au niveau fondamental (comme illustré dans le diagramme de Feynman à droite), la désintégration bêta est causée par la conversion des quarks down de charge négative {\displaystyle \left(-{\frac {2}{3}}e\right)} vers les quarks up de charge positive {\displaystyle \left(+{\frac {2}{3}}e\right)} par l'émission d'un boson {\displaystyle W^{-}}; les bosons W vont ensuite se désintégrer en un électron et un antineutrino électronique :
{\displaystyle d\longrightarrow u+e^{-}+{\overline {\nu }}_{e}}
Le quark a une partie gauche et une partie droite. En parcourant l’espace-temps, il oscille d’avant en arrière de la partie droite à la partie gauche, et de la partie gauche à la partie droite. De l'analyse de la démonstration de violation de parité par l'expérience Wu, on peut déduire que seule la partie gauche des quarks down se désintègre et que l'interaction faible implique uniquement la partie gauche des quarks et des leptons (ou la partie droite des antiquarks et des antileptons). La partie droite de la particule ne ressent tout simplement pas l'interaction faible. Si le quark down n’avait pas de masse, il n’oscillerait pas et sa partie droite serait assez stable par elle-même. Cependant, comme le quark down est massif, il oscille et se désintègre.
Dans l'ensemble, comme {\displaystyle J_{\text{Co}}=5}, le champ magnétique puissant polarise verticalement le noyaux {\displaystyle _{27}^{60}Co} tels que {\displaystyle J_{z,{\text{Co}}}=J_{\text{Co}}=+5}. Depuis {\displaystyle J_{\text{Ni}}=4} et la désintégration conserve le moment cinétique, {\displaystyle J_{z,{\text{Co}}}=J_{z,{\text{Ni}}}+J_{z,e^{-}}+J_{z,\nu }=+5} implique que {\displaystyle J_{z,e^{-}}=J_{z,\nu }=+1/2}. Ainsi, la concentration des rayons bêta dans la direction z négative indique une préférence pour les quarks et les électrons gauchers.
À partir d'expériences telles que l'expérience Wu et l'expérience Goldhaber, il a été déterminé que les neutrinos sans masse devaient être gauchers, tandis que les antineutrinos sans masse devaient être droitiers. Comme on sait actuellement que les neutrinos ont une petite masse, il a été proposé qu’il puisse exister des neutrinos droitiers et des antineutrinos gauchers. Ces neutrinos ne se coupleraient pas avec le lagrangien faible et interagiraient uniquement par gravitation, formant éventuellement une partie de la matière noire de l'univers.

## Impact et influence
La découverte a ouvert la voie au développement du modèle standard, car le modèle reposait sur l'idée de symétrie des particules et des forces et sur la manière dont les particules peuvent parfois briser cette symétrie, .
La large couverture médiatique de sa découverte a incité le découvreur de la fission, Otto Robert Frisch, à mentionner que les gens de Princeton disaient souvent que sa découverte était la plus importante depuis l'expérience Michelson-Morley qui a inspiré la théorie de la relativité d'Einstein. 
L’ AAUW l’a qualifié de « solution à l’énigme numéro un de la physique atomique et nucléaire ».
Au-delà de montrer la caractéristique distincte de l'interaction faible par rapport aux autres interaction conventionnelles, cela a finalement conduit à une violation générale de CP, la violation de la symétrie de parité de conjugaison de charges. Cette violation signifiait que les chercheurs pouvaient distinguer la matière de l'antimatière et créer une solution qui expliquerait l'existence de l'univers comme étant rempli de matière. En effet, le manque de symétrie a donné la possibilité d'un déséquilibre matière-antimatière qui permettrait à la matière d'exister aujourd'hui à travers le Big Bang.

En reconnaissance de leurs travaux théoriques, Lee et Yang ont reçu le prix Nobel de physique en 1957. Pour citer davantage l'impact que cela a eu, le lauréat du prix Nobel Abdus Salam a plaisanté :
Si un écrivain classique avait déjà considéré les géants ( cyclopes ) avec seulement l'œil gauche. [On] avouerait que des géants borgnes ont été décrits et [m'aurait] fourni une liste complète d'entre eux ; mais ils arborent toujours leur œil solitaire au milieu du front. À mon avis, ce que nous avons découvert, c’est que l’espace est un géant faible et borgne. 
La découverte de Wu ouvrirait la voie à une force électrofaible unifiée prouvée par Salam, qui est théoriquement décrite comme fusionnant avec l'interaction forte pour créer un tout nouveau modèle et une grande théorie unifiée.

## Voir également
- L'univers ambidextre de Martin Gardner ; livre contenant une longue discussion populaire sur la parité et l'expérience Wu
- L'interaction de Fermi

## Lectures complémentaires
- Martin, Coursey et Dragoset, « The Fall of Parity », NIST Physical Measurement Laboratory, juillet 1997